# Danh sách nhà hát tại Bắc Triều Tiên

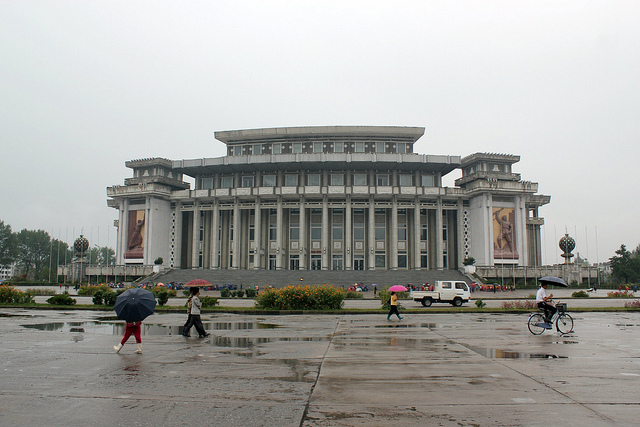
Nhà hát lớn Hàm Hưng.

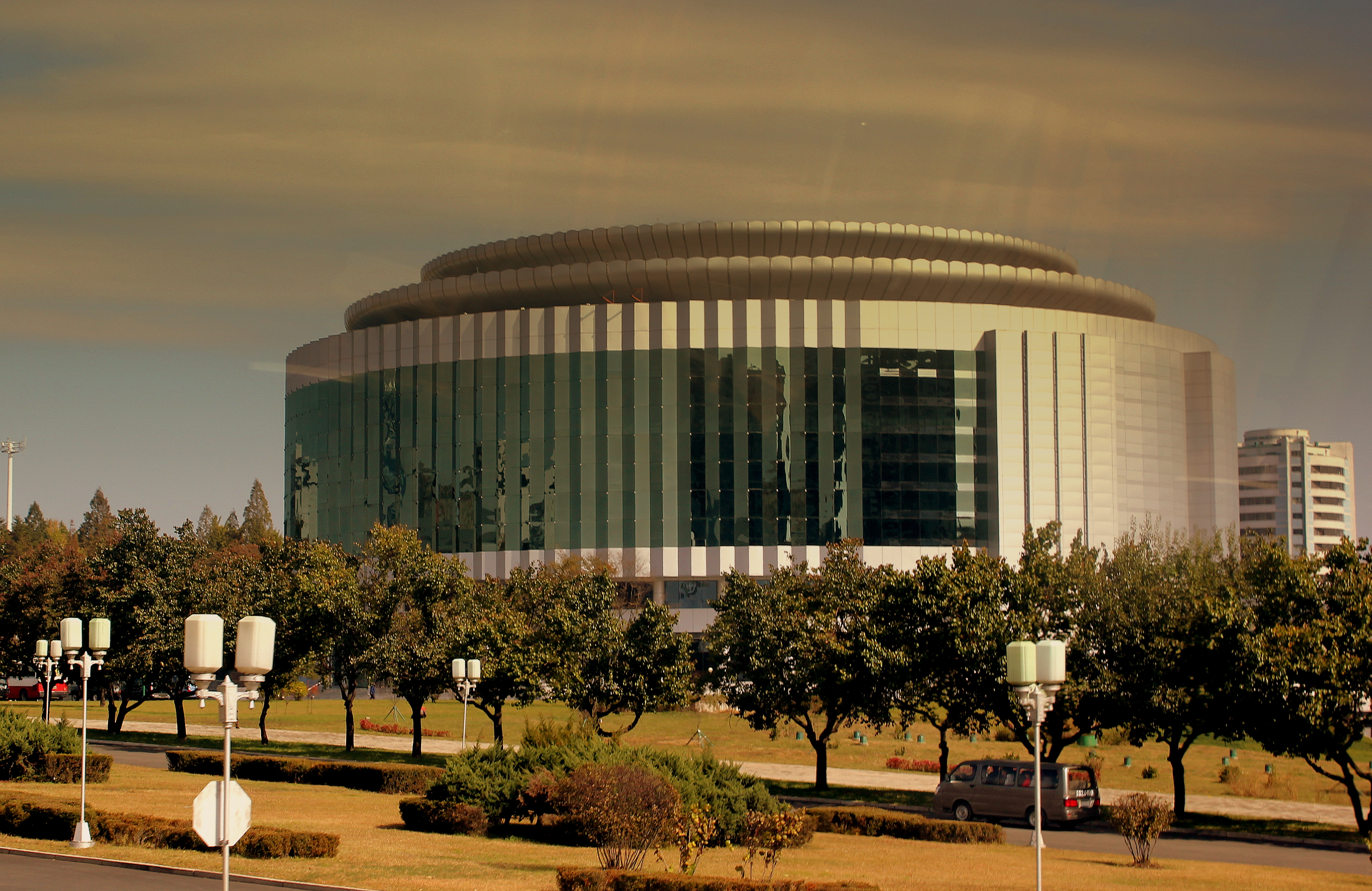
Nhà hát Nhân dân Mansudae, mở cửa vào năm 2012

Đây là danh sách các nhà hát ở Bắc Triều Tiên.
- Hội quán Văn hóa 25 tháng 4
- Hội trường Thanh niên Trung tâm
- Nhà hát lớn Đông Bình Nhưỡng
- Nhà hát lớn Hàm Hưng
- Rạp chiếu phim Quốc tế
- Nhà hát Kalma
- Nhà hát Nghệ thuật Mansudae
- Nhà hát Nhân dân Mansudae
- Nhà hát Moranbong
- Cung Văn hóa Nhân dân
- Nhà hát nghệ thuật Ponghwa
- Rạp xiếc Bình Nhưỡng
- Nhà hát lớn Bình Nhưỡng
- Nhà hát múa rối Bình Nhưỡng (trước đây là Nhà hát Nghệ thuật Quốc gia, ban đầu là Nhà hát Công cộng Bình Nhưỡng)
- Rạp xiếc Moranbong Bình Nhưỡng
- Rạp chiếu phim Taedongmoon